# Georg Christian Reichel
Georg Christian Reichel (geb. 1717 oder 1727 in Mühlhausen/Thüringen; gest. am 21. Januar 1771 in Leipzig) war seit 1767 außerordentlicher Professor für Medizin in Leipzig; außerdem war er als Botaniker tätig.

## Leben
Er war Sohn des Chirurgus Christian Reichel in Mühlhausen. Am 28. April 1747 bezog er die Universität Leipzig, wurde 1754 Magister und 1756 magister legens. Im Jahre 1759 erwarb er den medizinischen Doktorgrad. Ab 1765 wohnte er im Haus zum Silbernen Bären, in welchem der junge Student Johann Wolfgang Goethe ein- und ausging. Diesen Arzt konsultierte Goethe gelegentlich, wenn er sich „wo nicht krank, doch unmustern fühlte“, und dem Studenten bei dessen Zusammenbruch 1768 „aufs freundlichste“ beistand. Goethe hatte wohl 1768 einen Blutsturz erlitten, den Reichel erfolgreich behandelte und ihm so das Leben rettete. Abgesehen davon war er, wie der Titel eines Aufsatzes besagt, Großonkel von Carl Gustav Carus. Seit 1765 war er Mitglied der Leopoldina in der Sektion Mathematik.
Reichel verunglückte 1771 laut der Publizistin Effi Biedrzynski tödlich bei der Rettung einiger Patienten bei einem Brand. Johannes Georg Hartenstein zufolge wurde er durch einen herunterstürzenden Balken erschlagen.
Die in Leipzig befindliche Reichelstraße ist nicht nach diesem Arzt benannt, sondern nach dem Kaufmann und Besitzer von Apels Garten Erdmann Traugott Reichel.

## Werke
- Christian Gotthilf Kiesling, Georg Christian Reichel 1752. De succis plantarum specimen. Ed. Ex Officina Langenhemiana. 40 pp.
- Georg Christian Reichel, Karl Christian Wagner 1758. De vasis plantarum spiralibus ... Ed. Ex officina Breitkopfia. 44 pp.
- Johann Christian Hoffmann, Georg Christian Reichel 1764. De ossium cylindraceorum fissura gratiosi ordinis medicorum in Academia Lipsiensi consensu praeside Georgio Christiano Reichel phil. et medic. doctore ac facult. medic. assessore pro gradu doctoris d. 29. Iun. a.o.r. 1764 disputabit Ioannes Christianus Hoffmann Lipsiensis medic. baccal. Ed. Ex Officina Breitkopfia. 31 pp.
- Christian Friedrich Baersch 1765. De capitis tumoribus tunicatis post cephalalgiam exortis ... Ed. Typis Breitkopfianis. 36 pp.
- John Huxham, Georg Christian Reichel 1765. Liber de febribus et alia opuscula varia. Ed. Expensis Stephani Manfredii. 360 pp.
- Georg Christian Reichel 1767. De sanguine ejusque motu experimenta. 29 pp.
- John Huxham, Georg Christian Reichel 1773. Ioannis Hvxhami ... opera physico-medica: tomvs primvs. Ed. Impensis I.P. Kravs
- Dies.: 1773. Liber de febribus. Volumen 2 de Opera physico-medica / J. Huxham. Curante Georgio Christiano Reichel. Ed. Kraus. 231 pp.
- John Huxham, Georg Christian Reichel 1784. Opera Physico-Medica, Volumen 1. 3ª ed. (online)